# وونغ تشونغ هو
وونغ تشونغ هو (بالصينية: 黃俊皓) (31 مايو 1990 بهونغ كونغ في الصين - ) هو لاعب كرة قدم صيني في مركز الدفاع.

## وصلات خارجية
- وونغ تشونغ هو على موقع قاعدة بيانات كرة القدم.إي يو (الإنجليزية)
- وونغ تشونغ هو على موقع Soccerway.com (الإنجليزية)